# ۴۷۶ (پیش از میلاد)
۴۷۶ (پیش از میلاد) ۴۷۶مین سال قبل از تقویم میلادی است.